# Helena Albertová
Helena Albertová (* 1. září 1941 Praha) je česká dramatička a scénografka, manželka českého herce Pavla Landovského.

## Život
Jejím otcem byl právník, který byl roku 1950 převeden do výroby. Absolvovala Průmyslovou školu bytové tvorby v Praze. Odmaturovala v roce 1959 a následně často střídala krátkodobé zaměstnání. Pracovala například v divadle jako jevištní technik. Roku 1962 se provdala za českého herce Pavla Landovského, s nímž se ale o 11 let později rozvedla. Mezi lety 1965 a 1970 studovala na Filozofické fakultě Univerzity Karlovy filozofii a sociologii. Od roku 1975 pracovala v pražském Divadelním ústavu nejprve jako scénografka, poté v odboru výstav. V roce 1989 se sice rozhodla pro svobodné povolání, o rok později se ale stala ředitelkou Divadelního ústavu, v níž působila až do roku 1995. Současně se angažuje ve výstavnické a publikační činnosti této instituce, jako autorka i redaktorka. Pracuje zde totiž jako kurátorka výstav. V roce 2018 ji byla udělena cena Dáma české kultury.

## Dílo
Kromě prvotiny Parádní pokoj, byly další divadelní hry Heleny Albertové do roku 1986 zakázány. Mezi lety 1977 a 1986 se ve vnucené divadelní pauze proto věnovala spolupráci s českým rozhlasem, na němž byly uvedeny její práce Kde končí hra (1978), Snídaně s nočním hlídačem (1989), Arachné (1990), Setkání (1991) a dále osmidílný seriál …Tomu hodně, tomu málo, tomu nic (1979) a přepracovaná verze Letního kina Život pod titulem Nelaskavé hry.
Albertová ve svých divadelních hrách zobrazuje zápas jedince o sebe sama na obzoru mravního řádu a jeho konflikty s režimem a do svých děl komponuje i kritické vidění současníka a jeho hodnotového rejstříku, což ji řadí mezi nonkonformní část spisovatelů v období normalizace. Albertová se už od své prvotiny Parádní pokoj hlásí k čechovskému vzoru. Jádrem celých svých dramat učinila postavu, kterou rozumí jedinečnou individualitu, a to ve smyslu lidské autenticity. Ve svých pracích prostřednictvím portrétů současníků dokázala dobře postihnout marasmus tehdejší společnosti. Ve své hře Příběh Jana Kubce zachytila konflikt mezi jednotlivcem a systémem.
Vnitřní svět člověka Albertová ve svých dílech ukazuje psychologickým postupem, především metodou kontrastu, lapidárními zkratkami nebo náznakem. Tyto metody upřednostňuje před postupnou analýzou charakteru. Ve svých divadelních hrách využívá zejména stavební prostředky neiluzivního dramatu – střih, montáž, paralelismus či uvolnění prostorové a časové kontinuity. Za cíl mají tyto hry diváka přivést k chápání svobody člověka, zodpovědnosti za kvalitu svého vlastního života a za charakter žité skutečnosti.

### Dramata
- Parádní pokoj (1974)
- Letní kino Život (1987)
- Příběh Jana Kubce (1988)